# Dearborn Heights
Dearborn Heights ist eine Stadt im Wayne County im Südosten des US-amerikanischen Bundesstaates Michigan und Bestandteil von Metro Detroit, der Metropolregion um Detroit. Das U.S. Census Bureau hat bei der Volkszählung 2020 eine Einwohnerzahl von 63.292 ermittelt.

## Hintergrund
Dearborn Heights wurde gegründet durch Zusammenlegung zweier auseinander liegender Teile der Dearborn Township und einem Verbindungsstück der Gemeinde Inkster. Der Eingemeindungsantrag wurde am 4. März 1960 eingereicht. Die Einwohner stimmten der Eingemeindung am 20. Juni 1960 zu, dem offiziellen Tag der Eingemeindung, wobei Inkster Einspruch gegen die Zusammenlegung einlegte, der erst vom Michigan Supreme Court zu Gunsten Dearborn Heights am 8. April 1963 entschieden wurde.
Dearborn Heights wird als Schlafzimmer-Gemeinde angesehen.

## Geographie
Dearbon Heights hat eine Landfläche von 30,4 km ² und eine Bevölkerungsdichte von 1.919 km ². Der südliche Teil der Stadt ist die Wasserscheide des nördlichen Arms des Ecorse River. Die Fläche um die Ecorse ist Gegenstand von Überflutungen.
Der nördliche Teil der Stadt ist die Wasserscheide des Rouge River.

## Demografie
Laut Volkszählung 2000 lebten 58.264 Einwohner in 23.276 Haushalten und 15.782 Familien. Die Bevölkerungsdichte betrug 1.919 Einwohner pro km2.
91,64 % der Bevölkerung sind Weiße, 2,12 % sind Afroamerikaner, Hispanics sind 3,39 % und Asiaten sind 2,24 %. 0,37 % sind Ureinwohner. 0,82 % gehören anderen und 2,81 % mehreren Rassen an.
Der Bevölkerungsanteil unter 18 Jahren betrug 22,5 %, 7,5 % zwischen 18 und 24 Jahren, 29,5 % zwischen 25 und 44 Jahren, 21,7 % zwischen 45 und 64 Jahren. 18,7 % war älter als 65 Jahre. Auf 100 weibliche Einwohner kamen 93,2 männliche Einwohner.
Das mittlere Haushaltseinkommen betrug 48222 US-Dollar, das mittlere Familieneinkommen 54392 US-Dollar.